# Претаре (Асколи Пичено)
Претаре (итал. Pretare) насеље је у Италији у округу Асколи Пичено, региону Марке.
Према процени из 2011. у насељу је живело 175 становника. Насеље се налази на надморској висини од 917 м.